# Magali Noël

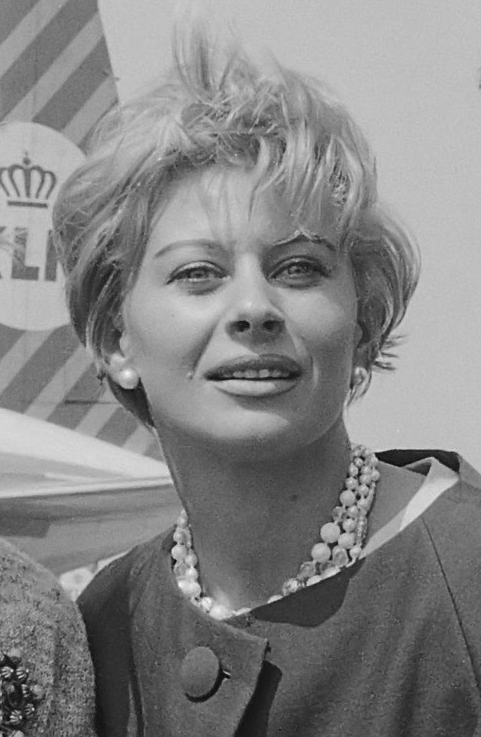
Magali Noël (1960)

Magali Noël (* 27. Juni 1931 als Magali Françoise Noëlle Camille Guiffray in Izmir, Türkei; † 23. Juni 2015 in Châteauneuf-Grasse) war eine französische Schauspielerin und Sängerin.

## Leben
Magali Noël wurde in der Türkei als Tochter französischer Diplomaten aus der Provence, die in dem Land tätig waren, geboren und besaß schon von klein auf eine Affinität zur Bühne. Sie begann früh mit einer Ballettausbildung und nahm zehn Jahre Geigenunterricht an der Schule von César Franck. Mit 15 bekam sie Schauspielunterricht, danach spielte sie Theater an verschiedenen Bühnen, in Deutschland als Molière-Interpretin. Später kehrte sie immer wieder für Engagements ans Theater zurück; sie spielte an verschiedenen Pariser Bühnen, unter anderem mit Peter Ustinov.
Im Alter von 18 Jahren gab sie in einer kleinen Rolle in Demain nous divorçons ihr Filmdebüt, ein Jahr später bekam sie in Seul dans Paris an der Seite von Bourvil (als dessen Ehefrau) ihre erste größere Rolle. Wegen der geschmeidigen und erstaunlichen Einfachheit ihrer Darstellung wurde sie oft als Femme fatale besetzt.
Noël spielte in Frankreich, Italien, Deutschland, Großbritannien und den Vereinigten Staaten in unterschiedlichen Genres, von Komödie (etwa mit dem italienischen Starkomiker Totò) über Krimi und Thriller (Die Schlange) bis hin zur sozialkritischen Tragödie (Der Mann, der die Frauen beherrschte). Ihre Filmografie enthält so bekannte Titel wie Rififi, Der Wendekreis des Krebses und Der Tod des Mario Ricci. Dreimal stand sie auch für Federico Fellini vor der Kamera, 1959 als Fanny in Das süße Leben, 1969 als Fortunata in Fellinis Satyricon und 1973 als Gradisca in Amarcord. Sie war bis in die 2000er-Jahre im Filmgeschäft tätig.
Ihr berühmtester Song war Fais-moi mal, Johnny, geschrieben von Boris Vian. Das Lied war einer der ersten Rock-’n’-Roll-Titel mit französischem Text.

## Filmografie (Auswahl)
- 1950: Demain nous divorçons
- 1951: Seul dans Paris
- 1954: Mourez, nous ferons le reste
- 1954: Dunkelroter Venusstern (Le fils de Caroline Cherie)
- 1955: Razzia in Paris (Razzia sur la chnouf)
- 1955: Rififi (Du rififi chez les hommes)
- 1955: Das große Manöver (Les grandes manœuvres)
- 1956: Die Besessenen (Les Possédées)
- 1956: Weiße Margeriten (Elena et les hommes)
- 1959: Sklavin der Pirateninsel (Marie des Isles)
- 1959: Das süße Leben (La dolce vita)
- 1961: Mörderspiel
- 1961: Mädchen im Schaufenster (La ragazza in vetrina)
- 1961: Liebe, Freiheit und Verrat (Legge di guerra)
- 1961: Nackt jeden Abend (Gioventù di notte)
- 1962: Das Zeichen der Musketiere (Il colpo segreto di d’Artagnan)
- 1963: Toto e Cleopatra
- 1963: Das Todesauge von Ceylon
- 1964: Liebe, Sex und Ärgernisse (Oltragio al pudore)
- 1968: Astragal
- 1969: Z
- 1969: Fellinis Satyricon (Fellini – Satyricon)
- 1970: Der Mann, der die Frauen beherrschte (The Man Who Had Power Over Women)
- 1970: Priester, du sollst nicht ohne Liebe leben (Il prete sposato)
- 1970: Wendekreis des Krebses (Tropic of Cancer)
- 1972: Donnarumma kriegt die Wut (Donnarumma all'assalto) (Fernsehfilm)
- 1973: Amarcord
- 1973: Die Schlange (Le Serpent)
- 1978: Annas Begegnungen (Les Rendez-vous d'Anna)
- 1982: Bekenntnisse des Hochstaplers Felix Krull (Fernsehserie)
- 1983: Der Tod des Mario Ricci (La Mort de Mario Ricci)
- 1985: Diesel
- 1989: Die Nacht des Schleusenwarts (La nuit de l’eclusier)
- 2000: Die Treue der Frauen (La fidélité)
- 2002: The Truth About Charlie

## Diskografie
- 1956: Fais-moi mal Johnny, von Boris Vian
- 1964: Magali Noël chante Boris Vian
- 1988: Magali Noël chante Boris Vian (CD Jacques Canetti/Musidisc)
- 1989: Regard sur Vian, mit Stéphanie Noël, live in Beausobre
- 2002: Magali Noël (CD Story Mercury)